# Place d'Alleray
La place d'Alleray est une voie située dans le quartier Saint-Lambert dans le 15e arrondissement de Paris.

## Situation et accès
La place d'Alleray est desservie à proximité par la ligne 12 à la station Vaugirard.

## Origine du nom
Elle doit son nom à la proximité de la rue d'Alleray, qui doit son nom à Denis-François Angran d'Alleray (1716-1794), dernier seigneur de Vaugirard.

## Historique
La place, ancien « rond-point des Tournelles » de la commune de Vaugirard, prend, après son annexion à Paris, son nom en 1864, en raison de la proximité de la rue d'Alleray.